# Im Dickicht
Im Dickicht (japanisch 藪の中), auch übersetzt als In einem Bambuswald, ist eine japanische Kurzgeschichte von Ryūnosuke Akutagawa, die erstmals 1922 veröffentlicht wurde. Sie wurde 2014 von „The Telegraph“ als eine der „10 besten asiatischen Kurzgeschichten aller Zeiten“ gewählt. Im Dickicht wurde mehrfach adaptiert, vor allem von Akira Kurosawa für seinen preisgekrönten Film Rashōmon von 1950.
Die Geschichte dreht sich um den gewaltsamen Tod des jungen Samurai Kanazawa no Takehiro, dessen Leiche in einem Bambuswald in der Nähe von Kyōto gefunden wurde. Die vorangegangenen Ereignisse entfalten sich in einer Reihe von Zeugenaussagen, zuerst von Passanten, einem Hilfspolizisten und einem Verwandten, dann von den drei Hauptprotagonisten – dem Samurai, seiner Frau Masago und dem Banditen Tajōmaru, aber die Wahrheit bleibt aufgrund der widersprüchlichen Berichte verborgen.

## Aufbau
Die Geschichte hat die Form eines Vernehmungsprotokolls und besteht aus der kommentarlosen Aneinanderreihung von sieben Aussagen, die alle in direkter Rede gegeben werden. Diese Aussagen erfolgen vor dem Kebiishi, einem im Japan der Heian-Zeit mit Polizei- und Justizaufgaben betrauten Beamten (in deutscher Übersetzung auch „Untersuchungsrichter“ genannt). Dessen Fragen, auf die offensichtlich geantwortet wird, sind zwar nicht explizit protokolliert, erschließen sich dem Leser jedoch großenteils dadurch, dass sie von den Aussagenden oft in Gestalt einer Rückfrage wiederholt werden.

## Inhalt
Der erste Bericht stammt von einem Holzfäller, der die Leiche eines Mannes im Bambushain in der Nähe der Straße nach Yamashina-ku, Kyoto, gefunden hat. Die Brust des Mannes war von einem Schwert durchbohrt worden, und das Blut aus der Wunde und auf dem Boden war bereits getrocknet. Auf Nachfrage des Kebiishi verneint der Holzfäller, Waffen oder ein Pferd gesehen zu haben. Die einzigen Gegenstände, die er bemerkte, waren ein Kamm und ein Stück Seil in der Nähe des Körpers. Außerdem deuteten das zertrampelte Gras und Laub an jener Stelle darauf hin, dass es einen erbitterten Kampf gegeben hat.
Der zweite Zeuge ist ein reisender buddhistischer Mönch. Er sagt, er habe den Mann, der von einer Frau mit verschleiertem Gesicht zu Pferd begleitet wurde, am Vortag gegen Mittag auf der Straße von Sekiyama nach Yamashina gesehen. Das Pferd war ein Falbe mit gestutzter Mähne. Der Mann trug ein Schwert, einen Bogen und einen schwarzen Köcher mit Pfeilen.
Die nächste Person, die aussagt, ist ein „hōmen“, ein freigelassener Sträfling, der nun unter Vertrag für die Polizei arbeitet. Er nahm  einen berüchtigten Verbrecher namens Tajōmaru gefangen, nachdem dieser vom Pferd gestürzt war, einem Falben mit kurzgeschnittener Mähne. Außerdem hatte er einen Bogen und einen schwarzen Köcher mit Pfeilen bei sich. Da offenbar sowohl das Pferd als auch die Waffe dem Getöteten gehörten, war wohl Tajōmaru der Täter. Demnach ist auch für die Frau das Schlimmste zu befürchten. 
Die vierte Aussage stammt von einer alten Frau. Sie ist die Mutter der vermissten verschleierten Frau namens Masago. Sie identifiziert den Toten als den Ehemann ihrer Tochter, Samurai Kanazawa no Takehiro, der auf dem Weg nach Wakasa war. Sie beschreibt ihn als eine gütige Person, die von niemandem hätte gehasst werden können. Sie ist überzeugt, dass ihre Tochter keinen anderen Mann als Takehiro kannte und beschreibt ihren Charakter als willensstark. Verzweifelt über das unbekannte Schicksal ihrer Tochter fleht sie die Polizei an, sie zu finden.
Als Nächstes gesteht der gefangene Tajōmaru, den Mann getötet zu haben, nicht aber die immer noch vermisste Frau. Als er dem Paar tags zuvor auf der Straße begegnete, enthüllte gerade ein Windstoß das göttlich schöne Gesicht der Frau, worauf er beschloss, sich ihrer zu bemächtigen. Ihren Mann zu töten, wollte er jedoch vermeiden. Deshalb lockte er ihn mit der Lüge, wertvolle Schwerter gefunden zu haben, die er billig verkaufen wolle, von der Straße weg in ein Dickicht. Dort überfiel er ihn hinterrücks, fesselte ihn an einen Baum und stopfte ihm den Mund mit Blättern. Dann führte er auch die Frau dorthin. Sobald diese ihren Mann gefesselt sah, zückte sie einen Dolch und griff Tajōmaru mutig an, aber er schaffte es, sie zu entwaffnen. Er berichtet, dass sich die Frau nach der Vergewaltigung an ihn klammerte und darauf bestand, dass einer der beiden Männer, die von ihrer Schande wussten, sterben müsse und dass sie mit dem Überlebenden gehen werde. Da stellte Tajōmaru fest, dass er sie unbedingt für sich gewinnen wollte, aber nicht durch Meuchelmord, sondern in einem ehrlichen Kampf. Also band er den Samurai los, forderte ihn heraus und tötete ihn, nachdem er sich bewundernswert lange und tapfer geschlagen hatte. Die Frau war währenddessen jedoch geflohen, sodass Tajōmaru nur die Waffen des Mannes und das Pferd erbeutete.
Die inzwischen im Tempel Kiyomizu aufgefundene Frau sagt Folgendes aus: Nachdem der Räuber ihr Gewalt angetan hatte, schlug er sie nieder und verschwand. Als sie sich wieder aufraffte, nahm sie in den Augen ihres noch immer gefesselten Ehemannes nur Hass und kalte Verachtung wahr. Voller Scham und Verzweiflung erklärte sie ihm, mit der Schande nicht mehr leben zu wollen, aber ebenso wenig ertragen zu können, dass er als Zeuge ihrer Schande weiter lebe. Obwohl er nicht antworten konnte, da der Räuber seinen Mund verstopft hatte, deutete sie seinen Gesichtsausdruck als Zustimmung und stieß ihm ihren Dolch in die Brust. Anschließend befreite sie den Leichnam von den Fesseln und versuchte auf verschiedene Weise, sich selbst zu töten, doch es gelang ihr nicht.
Der letzte Bericht kommt von Takehiros Geist und wird durch eine Miko als Medium überliefert. Der Geist schildert, wie Tajōmaru nach der Vergewaltigung versuchte, Masago zu trösten und zu umgarnen, indem er beteuerte, dass seine Tat nur aus Liebe zu ihr geschah. Da sie nach der Schändung wohl kaum weiter mit ihrem Ehemann zusammenleben könne, solle sie diesen verlassen und seine Frau werden. Zu Takehiros Entsetzen stimmte Masago nicht nur zu, sondern verlangte von dem Räuber obendrein, ihren Ehemann zu töten. Selbst der Räuber war davon so abgestoßen, dass er sie zu Boden trat und Takehiro fragte, ob er sie töten solle. Allein um dieser Worte willen war Takehiro bereit, ihm sein Verbrechen zu verzeihen. Masago nutzte jedoch den kurzen Moment des Zögerns und floh in den Wald. Tajōmaru bekam sie nicht mehr zu fassen, darauf nahm er Takehiro die Waffen und die Fesseln ab und ging seiner Wege. Takehiro entdeckte Masagos heruntergefallenen Dolch und stieß ihn sich in die Brust. Kurz bevor er starb, spürte er noch, wie sich jemand an ihn heranschlich und ihm den Dolch aus der Brust zog.

## Publikationsgeschichte
Im Dickicht erschien erstmals 1922 in der Januar-Ausgabe des monatlichen japanischen Literaturmagazins Shinchō.

## Übersetzungen
Yabu no naka wurde von Takashi Kojima als In a Grove für die englischsprachige Ausgabe von 1952 übersetzt, die von der C.E. Tuttle Company herausgegeben wurde.
1964 wurde Im Dickicht von Jürgen Berndt zusammen mit anderen Novellen Akutagawas für den Verlag Volk und Welt ins Deutsche übersetzt.
1988 wurde eine Übersetzung von James O’Brien mit dem Titel Within a Grove als Teil einer Sammlung übersetzter Werke von Akutagawa und Dazai Osamu veröffentlicht, die vom Center for Asian Studies der Arizona State University herausgegeben wurde.
Für die Penguin-Books-Ausgabe 2007 übersetzte Jay Rubin die Geschichte unter dem Namen In a Bamboo Grove.

## Einflüsse
Akutagawas Einflüsse für diese Geschichte können aus verschiedenen Quellen stammen:
- Eine Geschichte aus der klassischen japanischen Sammlung „Konjaku Monogatarishū“: In der 23. Geschichte des 29. Bandes – „Die Geschichte des gefesselten Mannes, der seine Frau nach Tanba begleitete“ – wird ein Mann in einem Bambushain an einen Baum gefesselt und muss hilflos zusehen, wie seine Frau von einem jungen Dieb vergewaltigt wird, der ihr gesamtes Hab und Gut gestohlen hat.
- „The Moonlit Road“ (1907) von Ambrose Bierce: Eine Kurzgeschichte die vom Mord an einer Frau handelt und die zuerst vom Sohn der Ermordeten, dann von ihrem Ehemann (dem Mörder) und schließlich von ihr selbst durch ein Medium erzählt wird. „The Moonlit Road“ wurde  von Ryūnosuke Akutagawa als Ideenvorlage für „Im Dickicht“ genutzt.[9]
- „The Ring and the Book“ (1869) von Robert Browning: Ein Gedicht, das auf einer wahren Begebenheit basiert und einen Mord auf zwölf verschiedene Arten erzählt. Akutagawa übersetzte „The Ring and the Book“ in den 1920er Jahren ins Japanische.

## Thema in Film und Musik
„Im Dickicht“ wurde als Grundlage für mehreren Filmen benutzt, darunter:
- „Rashomon“ (jap. 羅生門, 1950, Japan), Regie: Akira Kurosawa[10]
- „Carrasco, der Schänder“ (1964, Vereinigte Staaten) Regie: Martin Ritt[11]
- „Andha Naal (That Day)“ (tamilisch அந்த நாள் அந்த நாள், 1964, Indien) Regie: Sundaram Balachander[12]
- „Im Netz der Leidenschaft“ (engl. Iron Maze, 1991), Regie: Hiroaki Yoshida[13]
- „In the Thicket / New Rashomon“ (jap. 籔の中 Yabu no Naka, 1996, Japan), Regie: Hisayasu Satō[14]
- „Misty“ (1997), Regie: Kenki Saegusa[15]
- „Tajomaru“ (2009, Japan), Regie: Hiroyuki Nakano[16]
- „Die Empörung“ (2011, Thailand) Regie: M.L. Pundhevanop Dhewakul[17]
- „In a Grove“ (2012, Vereinigte Staaten) Regie: Mike Bazanele[18]
- „Meschok bes dna“ (2017, Russland), Regie: Rustam Chamdamow[19]
- „Der japanische Gott“ (2019, Russland) – Regie: Alexander Basow[20]

Die Kurzgeschichte wurde in einer Oper mit dem Titel Rashomon: The Opera (1995–99) von Alejandro Viñao inszeniert. Sie diente auch, zusammen mit zwei anderen Geschichten von Akutagawa, als Grundlage für Michael John LaChiusa's Musical See What I Wanna See.

## Hörspielbearbeitung
- 1987: Mitternachtsspitzen (Montagsausgabe): Im Dickicht – Bearbeitung (Wort): Stefanie Rohner; Regie: Thomas Köhler (SWF; Erstsendung: 5. Januar 1987; Abspieldauer: 32'50 Minuten)
  - Sprecher u. a.: Christian Mey (Untersuchungsrichter), Wolfgang Reinsch (1. Zeuge), Alfred Querbach (2. Zeuge), Berth Wesselmann (3. Zeuge), Ingeborg Steiert (Die Mutter) und Christian Brückner (Stimme des Ermordeten und gleichzeitig Orakelpriesterin)[22]

## Thema in der Popkultur
Der Titel der Geschichte 藪の中 Yabu no naka ist in Japan zu einer Redewendung geworden, die eine Situation bezeichnet, in der aufgrund unterschiedlicher Ansichten oder Aussagen der beteiligten Personen die Wahrheit verborgen bleibt.
„Im Dickicht“ ist die Lieblingsgeschichte der Titelfigur aus dem Film Ghost Dog – Der Weg des Samurai.
Die siebte Folge von R.O.D the TV mit dem Titel „In a Grove“ befasst sich mit einer ähnlich verwirrenden Mischung aus Wahrheit und Lüge, Realität und Schein.